# 제너럴 일렉트릭 F110

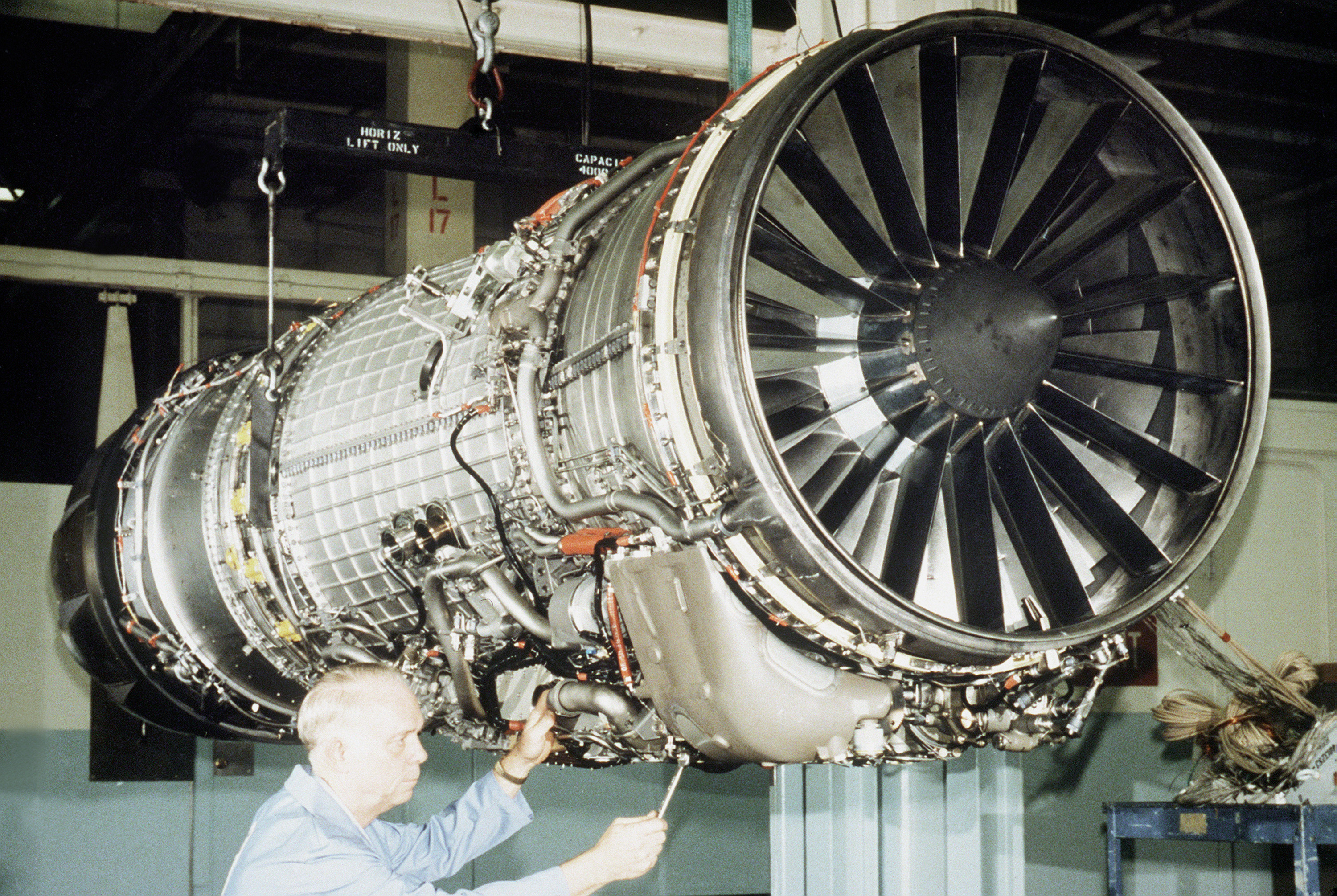
F-16에 사용된 F110-GE 엔진

제너럴 일렉트릭 사의 F110은 후기연소기가 장착된 터보팬 엔진이다. F110은 제너럴 일렉트릭 F101과 동일한 엔진 코어를 사용한다.

## 적용 기체

#### F-14

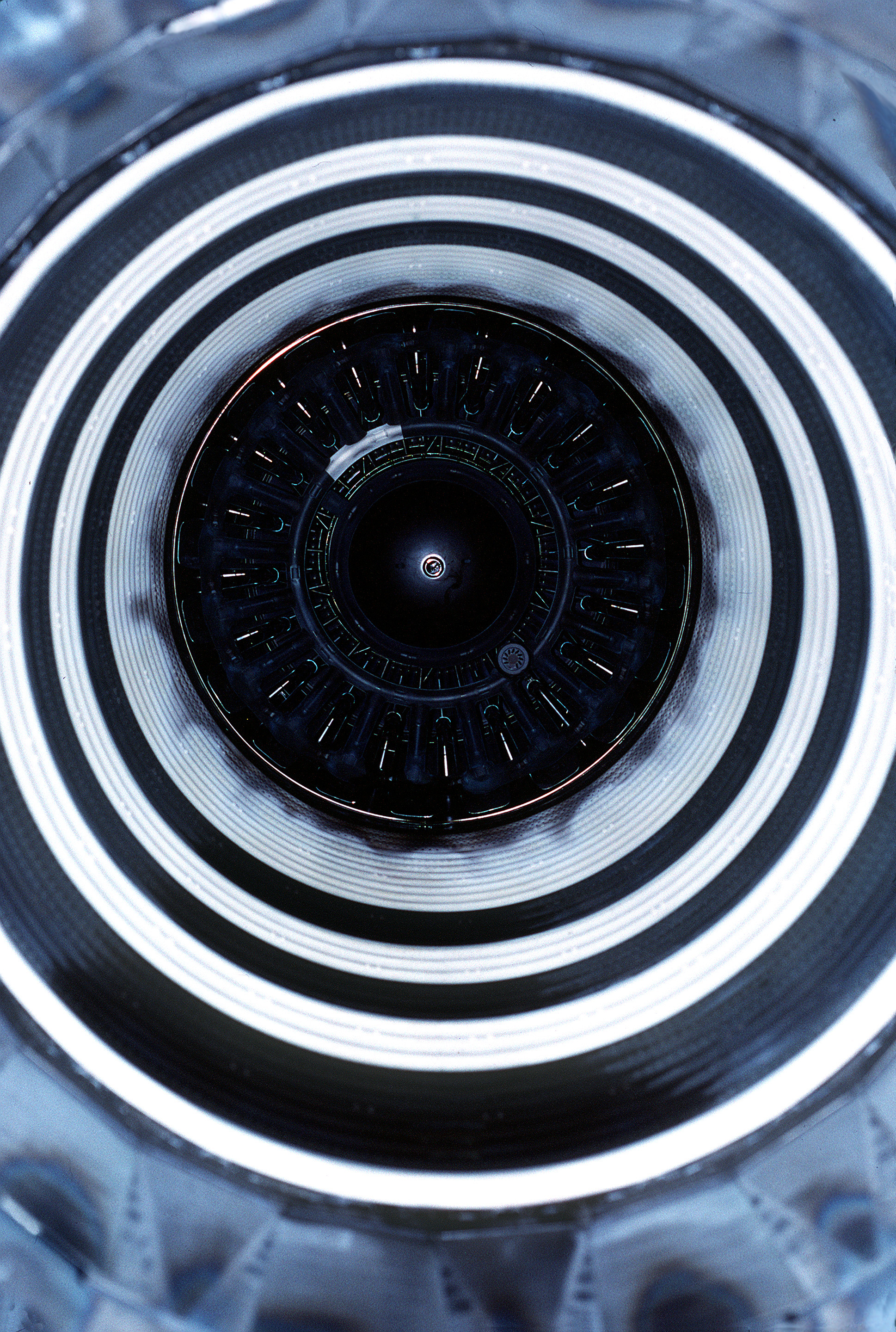
F-14의 배기 노즐을 통해 보이는 F110-GE 엔진

1973년에 미국 해군은 프랫 앤 휘트니 TF30 엔진을 장착한 F-14A을 임무 배치하기 시작하였다. 그러나 이 엔진에 너무 많은 문제가 발생함에 따라 미국 국방성은 70년대 말에 이르러 업그레이드된 TF30-P-414A를 구매하게 된다. 이 엔진은 임무 가능성 문제는 해결이 되었으나, 연료 소모량 및 추력은 원래의 모델과 유사한 수준이어서, F-14가 요구하는 수준에는 못 미치는 것이었다.
1979년에, 제너럴 일렉트릭 F101의 파생 모델(당시 F101-X로 명명되었음)이 F-14의 엔진으로 선정이 되었으며, 이것이 후일 F110-GE-400으로 지명되었다.
F110-GE-400과 F110-GE-100의 주요 차이점은 길이이다. F110-GE-400은 F-14 기체에 적합하도록 50 인치의 tailpile를 갖고 있다. F110-GE-400은 23,100 lbf (103 kN)의 추력을 낼 수 있으며, 후기연소기를 켰을 때의 최대 추력은 27,600 lbf까지 올릴 수 있다. 반면에 TF30의 최대 추력은 20,900 lbf (93 kN)이다. 이렇게 업그레이드한 기체는 F-14B로 명명되었다. 동일한 엔진이 해당 기체의 최종 파생형인 F-14D에도 사용되었다.

#### F-15
F110-GE-129 엔진은 29,400 lbf (131 kN)의 추력을 내며, 대한민국 공군의 F-15K에 장착된다. 이전에는 모든 F-15는 PW 사의 엔진을 장착하였으며, F-15에 GE 사의 엔진이 장착되는 것은 이것이 처음이다. GE 엔진은 면허 생산 형식으로 삼성테크윈과 공동으로 제작한다. 동일한 엔진이 싱가포르 공군(RSAF)의 F-15SG 용으로도 선정되었다.

#### F-16

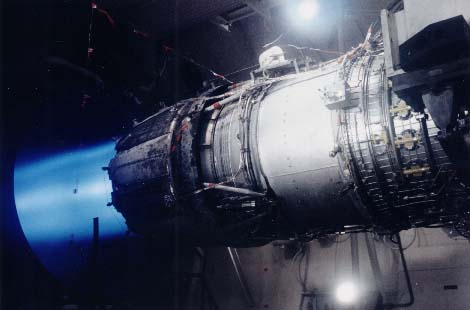
미국 공군의 Arnold Engineering Development Center에서 성능 시험을 수행 중인 F110-GE 엔진

F-16 파이팅 팰콘에는 프랫 앤 휘트니 F100 엔진이 장착되었다. 미국 공군은 가격을 절감하는 길을 찾고자 Alternative Fighter Engine (AFE) 프로그램을 1984년에 시행하였으며, 이 프로그램에서는 경쟁에 의해 엔진 계약을 하기로 하였다. 현재 미국 공군의 F-16C/D 중 86 %가 F110을 장착하고 있다.
F110-GE-100은 F100-PW-200보다 추력이 4,000 lbf (17.8 kN) 높으며 공기 유량도 많아 엔진 흡입구의 면적이 더 넓어야 한다. F-16C/D Block 30/32s는 이렇듯 넓은 흡입구를 장착하고 공통 엔진 베이를 장착함으로써 두 엔진을 모두 장착할 수 있게 된 첫 번째 기체이다.
최초에 F110-GE-100은 28,000 lbf (125 kN)의 추력을 내도록 제작되었으며, 이후 F110-GE-129는 29,000 lbf (129 kN), F110-GE-132는 32,000 lbf (142 kN)까지 내도록 개발되었다.

## F118(파생형)
F118은 F110의 파생형으로서 후기연소기가 없으며, B-2 스피릿 스텔스 폭격기에 장착하기 위해 개발하였다. 1단 고압 터빈이 9단 고압 압축기를 구동하며, 2단 저압 터빈이 3단 팬을 구동한다. 연소기는 애뉼러 형이다. 1998년, 미국 공군의 U-2에 F118의 변형 버전이 장착되었다.

## 제원
- 형식 : 후기연소기가 장착된 터보팬
- 길이 : 182.3 - 232.3 in (463 - 590 cm)
- 직경 : 46.5 in (118 cm)
- 무게 : 3,920 - 4,400 lb (1,778 - 1,996 kg)
- 압축기 : 3단 팬 및 9단 압축기
- 터빈 : 2단 저압 터빈 및 2단 고압 터빈
- 추력 : 27,000 - 28,000 lbf (120 - 125 kN)
- 압축비 : 29.9:1 - 30.4:1
- 추력 대 무게 비 : 6.36:1

출처:F110-100/-400 보관됨 2006-09-16 - 웨이백 머신

## 같이 보기
- 프랫 앤 휘트니 F100
- WS-10